# العلامات التحذيرية المبكرة في طب الأطفال
تُعد العلامات التحذيرية المبكرة للأطفال مظاهر سريرية تشير إلى تدهور سريع في حالة المرضى الأطفال، من الطفولة حتى المراهقة. يشير مصطلح درجة العلامات التحذيرية المبكرة للأطفال أو نظام العلامات التحذيرية المبكرة للأطفال إلى أدوات التقييم التي تدمج المظاهر السريرية التي لها أكبر تأثير على نتائج المرضى.
تُعد العناية المركزة للأطفال تخصصًا فرعيًا مصممًا ليتناسب مع المعايير الفريدة للمرضى الأطفال الذين يحتاجون إلى رعاية حرجة. تم افتتاح أول وحدة عناية مركزة للأطفال في أوروبا بواسطة غوران هاغلوند. على مدار العقود القليلة الماضية، أثبتت الأبحاث أن رعاية البالغين ورعاية الأطفال تختلف في المعايير، والمنهج، والتقنية، وغيرها. يُستخدم نظام العلامات التحذيرية المبكرة للأطفال للمساعدة في تحديد ما إذا كان يجب إدخال طفل موجود في قسم الطوارئ إلى وحدة العناية المركزة للأطفال، أو ما إذا كان يجب نقل طفل موجود في الطابق إلى وحدة العناية المركزة للأطفال. 
تم تطويره استنادًا إلى نجاح نظام العلامات التحذيرية المبكرة المعدلة في المرضى البالغين ليتناسب مع المعايير الحيوية والمظاهر السريرية التي تُرى في الأطفال.الهدف من نظام العلامات التحذيرية المبكرة هو توفير أداة تقييم يمكن استخدامها من قبل تخصصات ووحدات متعددة لتحديد الحالة العامة للمريض بشكل موضوعي. والغرض من ذلك هو تحسين التواصل داخل الفرق وعبر التخصصات، وتحسين وقت التعرف على التدهور والرعاية المقدمة للمرضى، ومعدلات المراضة والوفيات. أنشأت موناغان أول نظام علامات تحذيرية مبكرة للأطفال استنادًا إلى نظام العلامات التحذيرية المعدل، ومقابلات مع ممرضات الأطفال، وملاحظة المرضى الأطفال.
يوجد حاليًا عدة أنظمة علامات تحذيرية مبكرة للأطفال متداولة. وهي متشابهة بطبيعتها، حيث تقيس نفس المجالات، لكنها تختلف في المعايير المستخدمة لقياس هذه المجالات. لذلك، ثبت أن بعضها أكثر فعالية من غيرها، ومع ذلك، جميعها كان لها دلالة إحصائية في تحسين أوقات الرعاية ونتائج المرضى.

## تاريخ الرعاية الحرجة للأطفال
تم تأسيس العناية المركزة للأطفال كتخصص فرعي للطب على مدار العقدين الماضيين. نشأت من الحاجة إلى رعاية أطفال معقدة بشكل متزايد، وإدارة الأمراض طويلة الأمد، والتقدم في التخصصات الطبية والجراحية الفرعية، بالإضافة إلى العلاجات الداعمة للحياة. تبع تطوير العناية المركزة للأطفال إنشاء وحدات العناية المركزة للأطفال. تم افتتاح أول وحدة عناية مركزة للأطفال في أوروبا بواسطة غوران هاغلوند في عام 1955 في مستشفى الأطفال في غوتنبرغ بالسويد. أدى التقدم في طب حديثي الولادة والعناية المركزة لحديثي الولادة، والجراحة العامة للأطفال، وجراحة القلب للأطفال، والتخدير للأطفال إلى افتتاحها بسبب الحاجة إلى رعاية الرضع والأطفال المرضى بشكل حرج. خلال الأربعين عامًا التالية، تم إنشاء مئات وحدات العناية المركزة للأطفال في المؤسسات الأكاديمية، ومستشفيات الأطفال، والمستشفيات المجتمعية. في عام 1981، اعترفت جمعية طب العناية الحرجة، التي تضع الإرشادات والمعايير للعناية الحرجة للبالغين، بأن العناية الحرجة للأطفال فريدة ومتميزة عن رعاية البالغين وأنشأت قسمًا منفصلاً داخل الجمعية لرعايتهم. تبعت مؤسسات أخرى ذلك خلال الثمانينيات، وبحلول عام 1990، كانت هناك برامج تدريبية متعددة، وشهادات متاحة، ولوحة فرعية متخصصة في العناية الحرجة للأطفال. تُعد العناية الحرجة للأطفال الآن مجالًا متعدد التخصصات يشمل فريقًا من الممرضين المتخصصين، وأخصائيي العلاج التنفسي، وأخصائيي التغذية، والصيادلة، والأخصائيين الاجتماعيين، وأخصائيي العلاج الطبيعي، وأخصائيي العلاج الوظيفي، وغيرهم من المهنيين الطبيين.
لتقليل حدوث الرعاية الرديئة، وتحسين النتائج، وتعزيز جودة الحياة، تم إنشاء أنظمة لتحديد المرضى البالغين المعرضين لخطر التدهور السريري السريع استنادًا إلى "العلامات التحذيرية المبكرة". لفتت هذه العلامات الانتباه إلى المعايير السريرية الرئيسية التي، عند تأثرها، شجعت على التدخل العاجل. يعد نظام العلامات التحذيرية المبكرة المعدل أداة للممرضين لمساعدتهم في مراقبة مرضاهم وتحسين سرعة حصول المريض المتدهور بسرعة على الرعاية اللازمة، وقد تم تطويره استنادًا إلى العلامات التحذيرية المبكرة. يساعد نظام على زيادة الموضوعية والتواصل داخل المستشفيات.
يمكن التنبؤ بالمرض الحرج المتقدم ومنعه، لكن الفشل في تحديد العلامات وعدم التدخل الفوري للمرضى الذين يطورون مرضًا حادًا وحرجًا لا يزال يمثل مشكلة. تُعد رعاية هؤلاء المرضى تحديًا لأن الأطفال قد يكونون بلا أعراض حتى يصبحوا مرضى بشدة. لدى المرضى الأطفال خصائص فريدة ومعايير سريرية مختلفة لكل فئة عمرية؛ ولا يمكن تطبيق معايير ومفاهيم البالغين على المرضى الأطفال. يتمتع الأطفال بآليات تعويضية أكبر من البالغين ويمكنهم الحفاظ على ضغط دم طبيعي رغم فقدان كميات كبيرة من السوائل. على سبيل المثال، قد يبدو الطفل المصاب بالإنتان أو الجفاف الشديد غير متأثر، وغالبًا ما يتم تحديد الحالة الحادة فقط من خلال المعايير الحيوية المتأثرة. ومع ذلك، تتدهور حالتهم بسرعة بمجرد أن تتغلب شدة المرض على آليات التعويض. في بحث مرجعي واحد، كان واحد وستون بالمئة من حالات السكتة القلبية لدى الأطفال ناتجة عن فشل تنفسي، وتسعة وعشرون بالمئة بسبب الصدمة، وكلاهما من الأسباب القابلة للوقاية والعكس. وبالتالي، لضمان الرعاية الفورية للمرضى الأطفال وتحسين النتائج، فإن التقييم المنهجي للأعراض الرئيسية وشدتها أمر ضروري.
يُعد الاكتشاف المبكر والتدخل المناسب أمرين بالغين في الأهمية لدى الأطفال وقد يمنعان الحاجة إلى دخول وحدة العناية المركزة. نظرًا لأن الأطفال يبدون غير متأثرين نسبيًا حتى قبيل فشل الجهاز التنفسي أو السكتة القلبية، كان موناغان ومجموعة من الزملاء مهتمين بتطوير نظام درجة التحذير المبكر لمساعدة الممرضين على تقييم المرضى الأطفال بشكل موضوعي وتحسين معدلات الوفيات من خلال التعرف الفوري والعلاج. أجروا مقابلات مع الموظفين، وراجعوا نظام العلامات التحذيرية المعدل، وأجروا أبحاثًا حول الحالات السريرية للأطفال والعلامات المستخدمة للحكم على شدة الحالة. كان لا بد من دراسة المعايير السريرية بعناية نظرًا لخصوصية الفئة محل الدراسة. فعلى سبيل المثال، تستخدم أنظمة البالغين ضغط الدم كواحد من المؤشرات الرئيسية للتدهور، ولكن كما هو موضح، فإن انخفاض ضغط الدم لدى الأطفال يُعتبر علامة متأخرة على الصدمة وفشل الأعضاء المتعدد. وبالتالي، فإن انخفاض ضغط الدم هو علامة سابقة للموت وقد يكون متأخرًا جدًا لتحقيق أفضل النتائج. كان الهدف هو إنشاء نظام سهل الاستخدام ومحايد يعمل على تحسين النتائج.
أنشأ موناغان وفريقه متعدد التخصصات ما يُعرف بنظام العلامات التحذيرية المبكرة للأطفال. وعلى الرغم من أنه لا يزال في سنواته الأولى من الاستخدام، إلا أنه أصبح الآن ممارسة قياسية في معظم المستشفيات وقد أثبت بالفعل فعاليته في تحديد الأطفال الذين يحتاجون إلى مستوى أعلى من الرعاية، وتقليل الحوادث الطارئة (كود أزرق)، وتحسين التواصل بين الموظفين وسلامة المرضى. بعبارة أخرى، يتم تقييم الأطفال الذين يُظهرون علامات على التدهور السريري بواسطة الطاقم الطبي والتمريضي المناسب ويتلقون الرعاية المثلى أثناء حالتهم الحادة.

## تقييم الأطفال
تختلف المعايير الحيوية للمرضى الأطفال حسب كل فئة عمرية، وهي تختلف عن النطاق الصحي الخاص بالبالغين. عند مراجعة العلامات الحيوية لكل فئة عمرية، يجب الانتباه للتغيرات الكبيرة ومقارنتها بالقيم الطبيعية لكل من العلامات الحيوية. لتحقيق أفضل النتائج، عند قياس العلامات الحيوية للرضع، يتم عدّ التنفسات أولاً قبل إزعاج الرضيع، ثم قياس النبض، ثم درجة الحرارة، وأخيرًا قياس ضغط الدم.

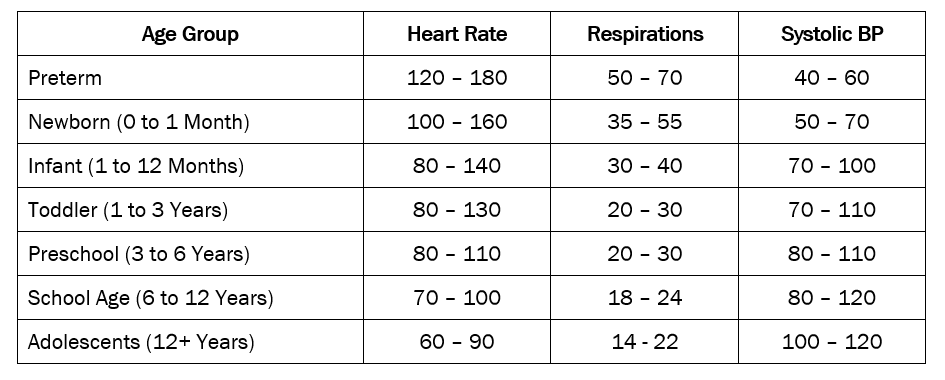
جدول يحتوي على المعايير الحيوية الطبيعية للمرضى الأطفال حسب الفئة العمرية

يجب قياس درجة الحرارة عن طريق المستقيم إذا كان عمر الطفل أقل من ثلاث سنوات، للحصول على أعلى درجة من الدقة، ومن ثم عن طريق الفم، ما لم يكن الطفل غير قادر على استخدام مقياس الحرارة الفموي بشكل صحيح. الطريقة الإبطية هي الأقل دقة، ولكنها تُستخدم بشكل شائع عندما يكون عمر الطفل أكثر من ثلاثة أشهر وكانت الحالة غير مثيرة للقلق أو عندما لا يمكن الحصول على قراءة فموية دقيقة.حاليًا، يزداد استخدام موازين الحرارة الزمنية التي تفحص الشريان الصدغي شهرةً وتُعتبر دقيقة للأطفال بعمر ثلاثة أشهر فأكثر.

### معدل ضربات القلب
هناك مواقع نبض متعددة في الجسم: السباتي، العضدي، الكعبري، الفخذي، والظهري القدمي. في الأطفال، يُفضل قياس معدل ضربات القلب أبكياً. لعدّ المعدل، ضع السماعة الطبية على الصدر الأمامي في المسافة الوربية الخامسة في موضع منتصف الترقوة. يُعتبر كل صوت "لوب-دب" ضربة واحدة.  يجب قياسه لمدة دقيقة كاملة، ويجب تحديد ما إذا كان الإيقاع منتظمًا أو غير منتظم.

### التنفس
إجراء قياس معدل التنفس للطفل هو في الأساس نفسه بالنسبة للبالغين. يمكن قياس معدل التنفس عن طريق ملاحظة ارتفاع وهبوط الصدر، أو بوضع اليد والشعور بالارتفاع والانخفاض، أو باستخدام السماعة الطبية. بما أن معدل التنفس لدى الأطفال حركي بالحجاب الحاجز، تتم ملاحظة أو الشعور بحركة البطن لعدّ التنفسات. مثل معدل ضربات القلب، يجب عدّ التنفسات لمدة دقيقة كاملة.

### ضغط الدم
يتم تحديد حجم كفة جهاز قياس ضغط الدم بناءً على حجم ذراع الطفل أو ساقه. يجب أن يكون عرض مثانة الكفة ثلثي طول العظم الطويل للطرف الذي يُقاس عليه الضغط، وطول المثانة يجب أن يكون حوالي ثلاثة أرباع المحيط ويجب ألا تتداخل. إذا كانت مثانة الكفة صغيرة جدًا، سيكون الضغط مرتفعًا بشكل خاطئ، وإذا كانت كبيرة جدًا، سيكون منخفضًا بشكل خاطئ.

### النتائج غير الطبيعية
تُعتبر العلامات الحيوية التي تقع خارج المعايير المذكورة أعلاه نتائج غير طبيعية. ومع ذلك، قبل تحديد الحاجة إلى عناية طبية إضافية، يجب إعادة قياس العلامات الحيوية للتأكيد ومقارنتها بالتقييم الأساسي للفرد. تعتبر درجة الحرارة بين 101–102 حمى خفيفة، و102–103 حمى متوسطة، و104 أو أكثر حمى مرتفعة، وقد تحدث الهذيان أو التشنجات. من الولادة وحتى المراهقة، تُعتبر درجة الحرارة بين 99.8–100.8 حمى منخفضة الدرجة. إذا تم قياس درجة الحرارة عن طريق المستقيم، فلا تُعتبر حمى حتى تتجاوز 100.4. بمجرد الوصول إلى سن المراهقة، لا تُعتبر درجة الحرارة حمى حتى تبلغ 100.4 وإذا قيست عن طريق المستقيم، 101. تُعتبر الحمى لدى من هم بعمر ثلاثة أشهر أو أقل أمرًا خطيرًا ويتطلب إحالة طبية. يجب تقييم المريض لتحديد ما إذا كانت هناك علامات وأعراض أخرى موجودة: احمرار الوجه، الجلد الحار والجاف، انخفاض الإخراج البولي، البول المركز، فقدان الشهية، الإمساك، الإسهال، أو القيء. قد يشتكي الأطفال الأكبر سنًا من التهاب الحلق، الصداع، الأوجاع، والغثيان، بالإضافة إلى أعراض أخرى. يجب فحص النبض في المواقع البعيدة والقريبة. تقييم ما إذا كان طبيعيًا، نابضًا بشدة، أو خيطيًا، وكذلك مقارنة قوة التماثل. النبض النابض بقوة هو أقوى من الطبيعي، والنبض الخيطي أضعف. النبض غير المتساوي هو نتيجة غير طبيعية ويدل على وجود مشكلة قلبية وعائية.  يجب تقييم المريض لتحديد ما إذا كانت هناك علامات أو أعراض أخرى للضائقة التنفسية - مثل الانسحاب التنفسي، الصفير، توسع فتحات الأنف، التأوه - أو الضائقة القلبية - مثل الزرقة، التهيج، الوذمة - موجودة. إذا كان لدى الطفل أي ضائقة حادة، فالتدخل الطبي الفوري مطلوب.

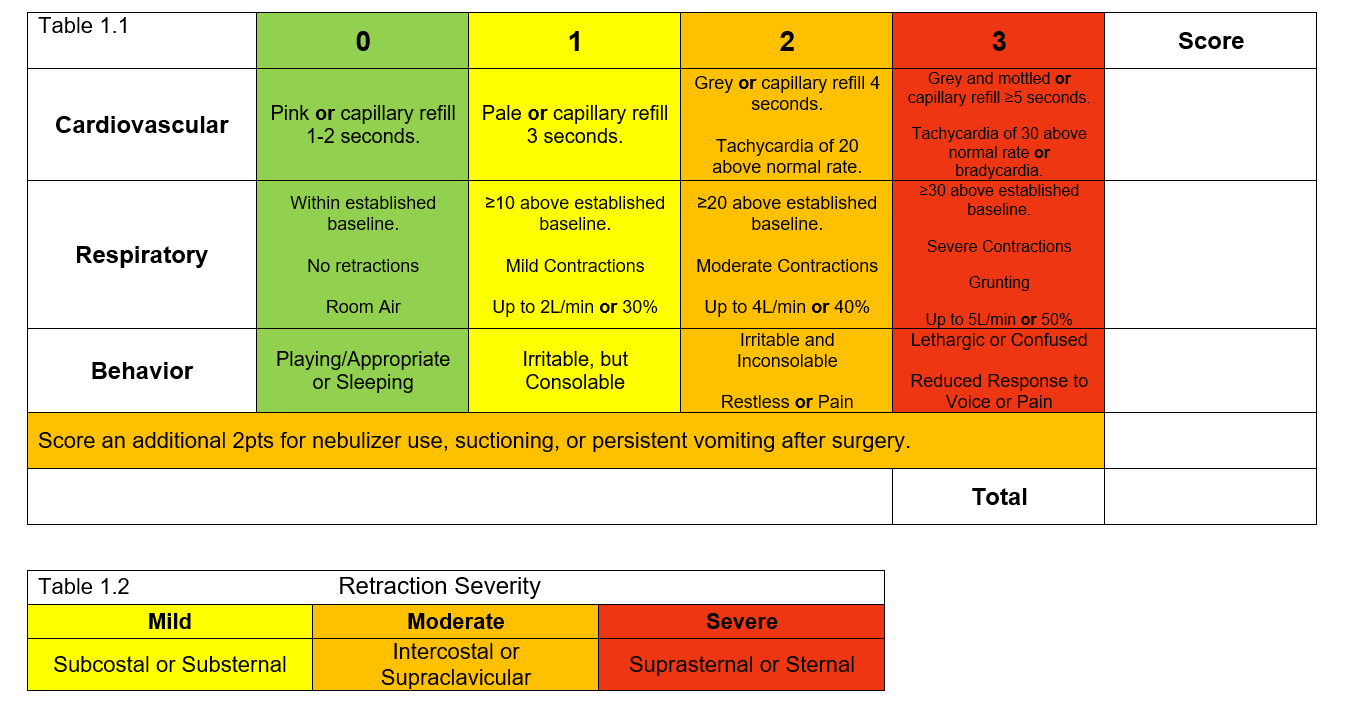
بطاقة نتائج العلامات التحذيرية للأطفال

اختصاصيو طب الأطفال وغيرهم ممن يقدمون الرعاية في هذا المجال قاموا بتكييف أدوات الإنذار المبكر من تلك المستخدمة مع البالغين لتناسب الخصائص المميزة للأطفال؛ حيث أن التشريح وعلم وظائف الأعضاء والمظاهر السريرية تختلف في المرضى الأطفال عن البالغين. الهدف من أنظمة الإنذار المبكر للأطفال هو تنبيه الطاقم إلى التدهور في المرضى الأطفال في أقرب فرصة ممكنة للتدخل السريع وتحسين معدلات الوفيات. ويستند ذلك إلى فكرة أن استخدام المؤشرات السريرية الموضوعية وأدوات تقييم المخاطر سيحسن التواصل ويحسن رعاية المرضى، ومع ذلك، لا يوجد حتى الآن نموذج موحد. هناك مجموعة متنوعة من أدوات العلامات التحذيرية المبكرة للأطفال مع معلمات متعددة، ولكن جميع النماذج تتشارك ثلاثة مجالات مشتركة: القلب والأوعية الدموية، والجهاز التنفسي، والجهاز العصبي.

### المجالات
تمثل المجالات في نظام العلامات التحذيرية المبكرة أنظمة الجسم الرئيسية التي تكون حساسة للتغيرات في الجسم وبالتالي تخلق المعايير التي يتم تقييمها في المريض للمساعدة في تحديد ما إذا كان معرضًا لخطر المزيد من التدهور. تتغير المعايير الخاصة بكيفية القياس، مثل أهمية تضمين ضغط الدم أو درجة الحرارة أو استخدام علاجات جهاز الاستنشاق، مع كل نموذج تقريبًا. ومع ذلك، فإن المجالات الثلاثة، القلب والأوعية الدموية، والجهاز التنفسي، والجهاز العصبي، تظهر باستمرار في كل نموذج وقد ثبت سريريًا أنها تساعد في تحديد المرضى في قسم الطوارئ الذين يحتاجون إلى الدخول إلى وحدة العناية المركزة للأطفال، وكذلك المساعدة مقدمًا في الحاجة إلى تكييف خطة الرعاية لتجنب الاستجابة السريعة.

### القلب والأوعية الدموية
يُستخدم معدل ضربات القلب عادةً في نظام العلامات التحذيرية المبكرة للأطفال، وكذلك إعادة تعبئة الشعيرات الدموية. ومع ذلك، فإن القليل فقط يستخدم ضغط الدم لأنه لا يعتبر مقياسًا موثوقًا مثل الاثنين الآخرين. كما ذُكر سابقًا، يستطيع الأطفال الحفاظ على ضغط دم مستقر لفترة أطول بكثير من البالغين. التشريح وعلم وظائف الأعضاء يختلفان في الرضع والأطفال عن البالغين ويختلفان مع العمر، مما ينتج عنه نطاقات طبيعية لتخطيط القلب الكهربائي. تُستخدم إعادة تعبئة الشعيرات الدموية عبر مدى الحياة كمعيار لتقييم القلب والأوعية الدموية لأنها اختبار غير غازي وسريع للمساعدة في تحديد تدفق الدم إلى الأنسجة. يعتبر معدل ضربات القلب جزءًا حاسمًا من التقييم في المرضى الأطفال المصابين بأمراض حادة لأن بطء القلب قد يكون علامة على خلل في نسيج التوصيل وقد يؤدي إلى الموت المفاجئ.

### الجهاز التنفسي
تتطلب طرق تحديد احتياجات المريض المتعلقة بالجهاز التنفسي عادةً تاريخًا صحيًا دقيقًا وفحصًا بدنيًا شاملًا. يتم إجراء تقييمات الجهاز التنفسي كجزء من الفحص البدني الشامل أو كفحص مركز. وغالبًا ما يتم تحديد الحكم فيما إذا كان سيتم استكمال كل أو جزء من التاريخ والفحص البدني بناءً على الشكوى الرئيسية للمريض. يمكن قياس الجهاز التنفسي من خلال معدل التنفس، الإيقاع، خصائص التنفس، واستخدام الأوكسجين التكميلي. من بين خصائص التنفس المختلفة أصوات الرئة، الانكماشات، استخدام العضلات الإضافية، شد القصبة الهوائية، وغيرها. يستخدم نظام العلامات التحذيرية المبكرة للأطفال خصائص مرئية للغاية وسهلة المراقبة، مثل الانكماشات، بحيث يكون هناك قدر قليل من التباين بناءً على التفسير. الانكماشات هي سحب الجلد حول عظام الصدر وتوضح الاستخدام الإضافي للعضلات للتنفس، مما يشير إلى زيادة الجهد المطلوب للتنفس. وبالمثل، كلما زادت الحاجة إلى الأوكسجين التكميلي، قلَّت قدرة الرئتين على توفير الأوكسجين الكافي. جميع هذه الأعراض تشير إلى فشل تنفسي، وهو حالة يكون فيها هناك نقص في توصيل الأوكسجين إلى أنسجة وأعضاء الجسم أو عدم إزالة أول أكسيد الكربون بشكل كافٍ من الجسم عبر الرئتين. وإذا تُرك دون علاج، فإنه يكون مهددًا للحياة.

### الجهاز العصبي
يُقاس السلوك عادةً من خلال اللعب، النوم، التهيج، والارتباك أو الاستجابة المنخفضة للألم. ويرجع ذلك إلى كونه تقييمًا قائمًا على العمر ولأن المرضى الأطفال لديهم نوع من "اللعب" كمعيار مناسب لأعمارهم. سواء كان ذلك الغرغرة والهديل، أو التلوين، أو ألعاب الفيديو، فهو سلوك خاص بعمر أصغر. التهيج في الأطفال غالبًا ما يكون إشارة إلى وجود خطب ما، خاصة في أولئك غير القادرين على التواصل لفظيًا بسبب العمر أو الاضطراب. تستخدم بعض المقاييس الأخرى ببساطة مستوى الوعي كتقييم للجهاز العصبي بدلاً من السلوك.

### التسجيل

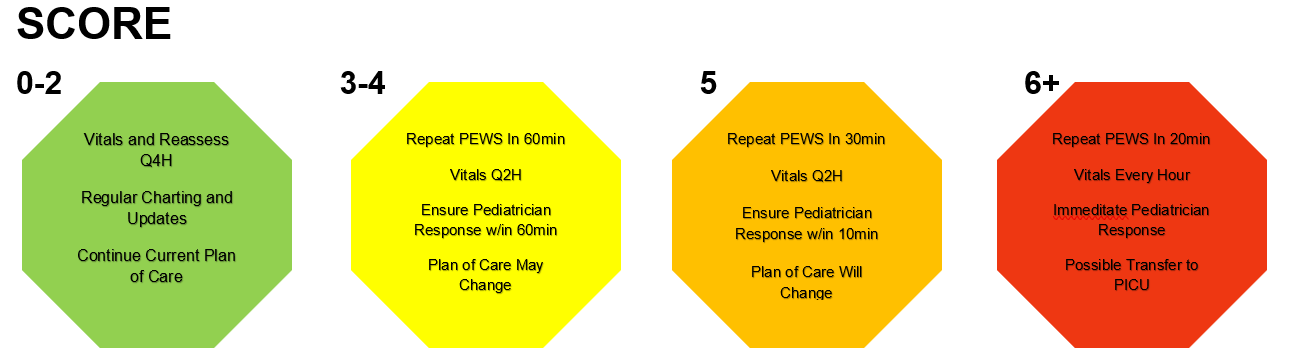
التدخلات التمريضية المرتبطة بدرجات العلامات التحذيرية المختلفة

تفسير الأرقام والألوان المستخدمة في نظام تقييم الإنذار المبكر للأطفال، يتم استخدام الأرقام أو الألوان للتعبير عن الدرجة.
الأرقام تمثل المجموع الكلي للنقاط المضافة من المجالات الثلاثة (القلب والأوعية الدموية، التنفسي، العصبي)، كما هو موضح في جدول تصميم "مونهان".
أما الألوان فهي تُستخدم كتنبيهات مرئية يسهل فهمها لتعبر عن درجة الخطر، وتُساعد في تسهيل التواصل العاجل بين الفريق الطبي، وأحيانًا مع المرضى وعائلاتهم، بناءً على الدرجة العددية.
0–2:
لا توجد تغيرات في حالة الطفل.
المتابعة الروتينية مقبولة.
الاستمرار في خطة الرعاية كما هي دون تعديل.
3–4:
تشير إلى تدهور في حالة الطفل، لكن لا توجد حاجة إلى تدخل فوري.
قد يتم تعديل خطة الرعاية أو البدء بمراقبة مكثفة ومستقيمة.
5:
تشير إلى تدهور واضح في حالة الطفل.
يتطلب الأمر تعديلًا في خطة الرعاية لتحسين النتائج.
تعتبر حالة حرجة تتطلب مراقبة دقيقة وإشراك تخصصات أخرى في الرعاية.
6 أو أكثر:
هناك خطر كبير بحدوث مضاعفات خطيرة أو ضرر دائم أو حتى الوفاة إذا لم يتم التدخل السريع.
غالبًا ما يتم نقل الطفل إلى وحدة العناية المركزة للأطفال (PICU) لتلقي الرعاية الحرجة اللازمة على يد فريق طبي متخصص.

## التطبيق العملي
عند تطبيقه، أثبت نظام الإنذار المبكر للأطفال تأثيرًا ذا دلالة إحصائية على عدة وحدات طبية وعلى جودة رعاية الأطفال.
يساعد النظام في تحديد الأطفال الذين تم إدخالهم إلى قسم الطوارئ ويحتاجون إلى النقل إلى وحدة العناية المركزة للأطفال، كما يُساعد الطاقم الطبي على تقييم احتياجاتهم بشكل أدق وتقديم تدخلات مناسبة.
وقد ساعد النظام في تحديد أكثر من %75 من حالات التوقف القلبي خلال ساعة واحدة من التحذير، كما يملك القدرة على التنبؤ بالحاجة لتغيير خطة الرعاية قبل أكثر من عشر ساعات لتفادي الحاجة إلى استجابة سريعة.
طريقة نظام العلامات التحذيرية المبكرة بجانب السرير، وهي أسلوب معتمد للرعاية المباشرة بجانب سرير المريض، تساعد الطاقم الطبي على التعرف على الأطفال المعرضين لخطر التدهور أو التدهور السريع.
كذلك، أثبت نظام العلامات التحذيرية المبكرة للأطفال فعاليته في تحسين التواصل بين أفراد الفريق الطبي وزيادة مستوى أمان المرضى.

### القيود
من القيود التي تواجه استخدام نظام العلامات التحذيرية المبكرة أنه لا يوجد نموذج موحد معتمد في التطبيق العملي.
الأطباء والممرضون لديهم إمكانية الوصول إلى عدد كبير من النماذج المختلفة لكيفية استخدام أداة التقييم، مما يخلق عدم وجود معيار واضح.
يوجد أكثر من 30 نموذجًا مختلفًا من أداة التقييم متاحة للكادر الطبي لتشخيص العلامات التحذيرية المبكرة.
بالرغم من أن النظام يقدم طريقة سهلة وموضوعية لقياس الانحراف عن الوضع الطبيعي، إلا أن الاختلاف بين النماذج يجعل الدرجات غير قابلة للنقل أو المقارنة الكاملة بين المؤسسات.
بالإضافة إلى ذلك، بما أن النظام لا يزال حديث نسبيا، فهناك قلة في الأبحاث العلمية المتعلقة بتطبيق وفعاليته في تحسين نتائج الرعاية الصحية.